# Jan Josef z Trautsonu
Kardinál Jan Josef hrabě z Trautsonu-Falkensteinu (německy Johann Joseph, Graf von Trautson zu Falkenstein, 17. července 1707, Falkenstein, Dolní Rakousy – 10. března 1757 Vídeň) byl rakouský šlechtic z rodu Trautsonů a římskokatolický duchovní, od roku 1750 koadjutor vídeňské arcidiecéze. Roku 1751 byl ustanoven knížetem-arcibiskupem ve Vídni a roku 1756 jmenován kardinálem.

## Život
Narodil se jako druhorozený syn císařského nejvyššího hofmistra knížete Jana Leopolda z Trautsonu (1659–1724) a jeho manželky Marie Terezie, rozené hraběnky Ungnadové z Weissenwolffu (1678–1741). 
Jeho starší bratr, kníže Jan Vilém z Trautsonu (1700–1775), zastával vysoké funkce u dvora a zemřel jako poslední mužský potomek rodu Trautsonů, majetek v Dolním Rakouskku a Čechách přešel dědictvím na rod Auerspergů. Jejich sestra Marie Kristina (1702–1743) byla manželkou generála Otakara Františka ze Starhembergu, další sestra Marie Františka (1708–1761) byla provdaná za císařského nejvyššího komořího knížete Jindřicha Josefa z Auerspergu.
Jan Josef byl od dětství předurčen k církevní dráze, počáteční fázi vzdělání absolvoval ve Vídni, poté s bratrem Karlem Františkem odjel do Říma, kde studoval v kněžském semináři Collegium Germanicum et Hungaricum. Na římské univerzitě La Sapienza získal doktorát z teologie, občanského a církevního práva (1723) a poté absolvoval kavalírskou cestu. Navštívil Francii a Nizozemí, kde si doplnil vzdělání v přírodních vědách a mezinárodním právu, doloženy jsou jeho pobyty na pařížské Sorbonně, na univerzitách v Lyonu a Amsterdamu. Kromě rodné němčiny mluvil plynně francouzsky, italsky a španělsky, ovládal také základy řečtiny a hebrejštiny.
Díky vlivnému postavení své rodiny získal již v nezletilém věku několik obročí, byl jmenován kanovníkem v Salzburgu (1720), Pasově (1723) a Vratislavi (1724), později užíval také beneficia v Uhrách (Ostřihom, Pécs). Kněžské svěcení přijal v roce 1728 a připojil se k reformní mladé generaci prelátů v habsburské monarchii. Za války o rakouské dědictví byl jako vikář dolnorakouských území pasovského biskupství jednoznačným stoupencem Marie Terezie. V roce 1747 byl neúspěšným kandidátem ve volbě arcibiskupa v Salzburgu a v roce 1750 se stal koadjutorem vídeňského arcibiskupa Zikmunda Koloniće.
Po úmrtí kardinála Koloniće byl v dubnu 1751 zvolen vídeňským arcibiskupem, slavnostní intronizace se konala 29. června 1751. Správě arcidiecéze se aktivně věnoval a stal se také předním poradcem Marie Terezie pro církevní otázky, podporoval též tereziánské reformy. V roce 1752 vyvolal pozornost svým dopisem rozeslaným do jednotlivých farností, v němž kritizoval okázalé projevy barokní zbožnosti a požadoval návrat k podstatě křesťanství (tím vyvolal zájem i u protestantů a byl nařčen z jansenismu). V roce 1754 byl jmenován císařským tajným radou a na žádost Marie Terezie získal v roce 1756 hodnost kardinála.
V prosinci 1756 byl stižen mrtvicí a zemřel 10. března 1757, pohřben byl v katedrále sv. Štěpána.